# Unterliegenshaftung
Unterliegenshaftung ist ein Grundsatz des Prozessrechtes, nach dem die unterliegende Partei die Kosten des Rechtsstreits zu tragen hat,  insbesondere die dem Gegner erwachsenen Kosten erstatten muss.   
Die Unterliegenshaftung gilt als Grundsatz in allen Mitgliedstaaten der Europäischen Union und im Vereinigten Königreich. Sie ist für das Europäische Verfahren für geringfügige Forderung in Art. 16 der Verordnung (EG) Nr. 861/2007 geregelt. Die unterlegene Partei trägt danach die Kosten des Verfahrens. Das Gericht spricht der obsiegenden Partei jedoch keine Erstattung für Kosten zu, soweit sie nicht notwendig waren oder in keinem Verhältnis zu der Klage stehen. Der Grundsatz gilt auch in den nationalen Rechtsordnungen oft nicht unbeschränkt. So gilt etwa für geringfügige Ansprüche, Verbraucherklagen oder nicht streitige Verfahren oftmals eine Abweichung oder der Grundsatz wird unter den Vorbehalt der Billigkeit, Verhältnismäßigkeit oder Notwendigkeit gestellt.
Im deutschen Zivilprozessrecht werden der unterliegenden Partei die Kosten des Rechtsstreits gem. § 91 Abs. 1 Satz 1 ZPO in der Kostengrundentscheidung auferlegt, soweit sie zur zweckentsprechenden Rechtsverfolgung oder Rechtsverteidigung notwendig waren.
Im Englischen wird dieses Prinzip auch English rule (of costs) genannt. In den Vereinigten Staaten gilt dagegen der als American rule (of costs) bezeichnete Grundsatz, dass jede Partei die eigenen Kosten selbst tragen muss.